# Son Garcies
Son Garcies és una antiga possessió del terme de Llucmajor, Mallorca, situada vora l'antic camí de Llucmajor a Palma, actual carretera Ma-19A. Son Garcies fou segregada de la possessió de Galdent quan n'eren propietaris els Montanyans. El 1232 era anomenada Benibarret. El 1414 es coneixia amb el nom de s'Aljub Sec i n'eren propietaris Lluc Bisbal i la seva esposa, veïns de Sóller. Les cases de la possessió de s'Aljub Sec corresponen amb les que actualment s'anomenen Son Garcies d'en Ferretjans, ja que són les que posseeixen una torre de defensa. El 1569 s'Aljub Sec era de Joan Garcia. Confrontava amb les possessions de Punxuat, del terme municipal d'Algaida, amb Tió i es Marroig de Llucmajor, amb s'Aranjassa del terme municipal de Palma i amb altres finques. Una part, anomenada s'Aljubet, se segregà de s'Aljub Sec i en fou el primer propietari Antoni Garcia, germà de Joan Garcia; confrontava amb s'Aljub, amb Galdent, amb el camí de Ciutat i altres finques. Dels Garcies propietaris prové el nom actual de Son Garcies.
Hi ha diferents propietats derivades de la possessió matriu: Son Garcies d'en Ferretjans, antigament anomenada Son Garcies de Sa Torre i Son Garcia de la Mel (1635) per la gran quantitat de mel que s'hi recollia, està situada entre Son Garcies d'en Tanca, s'Hostalot Vell, Can Salpeta, Son Garcies de sa Cabana i la Colònia de Son Mendívil; Son Garcies d'en Tanca, situada entre Son Garcies d'en Ferretjans, el terme municipal de Palma, la coma Pregona, Can Salpeta i es Mitjà Mariner, en el cadastre de 1702 pertanyia a Jaume Ferretjans de Son Monjo; Son Garcies de sa Cabana situada entre Son Garcies d'en Ferretjans, Son Mendívil de Dalt, Can Coll des Putxet i Son Garcies de s'Aljub; Son Garcies de s'Aljub situat entre Tió, Son Bono Vell, l'hostal de Can Boiet i el Tancat de n'Hereu; Son Monjo, que confronta amb el terme de Palma al ponent i amb Son Tetè al migjorn.

## Construccions de Son Garcies d'en Ferretjans
Les cases de la possessió són les més antigues de totes les diferents segregacions. Es disposen linealment en bucs adossats davant de la carrera. Aquests bucs integren l'habitatge humà, la torre de defensa i algunes dependències agropecuàries: un forn, estables i pallissa, graners amb volta de canó, una portassa, un colomer i una barraca de carro. La torre de defensa és de planta quadrada i té dues altures. A la planta baixa hi ha un dormitori amb volta de canó; al pis superior hom hi troba una cambra també amb volta de canó, una finestra d'estil gòtic amb la data «1582», una inscripció i cercles a l'emmarcament, i una escala de caragol que puja al terrat. De forma aïllada se situen d'altres instal·lacions agrícola-ramaderes: uns estables amb un galliner, uns sestadors i unes solls. Com a instal·lacions per bastir d'aigua la possessió hi ha una cisterna adossada a la façana principal de l'habitatge i un aljub situat de forma aïllada.